# 費聲遠
费声远（法語：André-Jean Vérineux；1897年11月4日—1983年1月10日）是天主教法國籍主教及巴黎外方傳教會會士。曾任遼寧省營口教區主教（1949年－1983年）、台灣花蓮宗座監牧區宗座監牧及花蓮教區宗座署理（1952年－1973年）。

## 生平
費聲遠1897年11月4日生于法蘭西第三共和國馬恩省汉斯。1910年，他13岁加入巴黎外方傳教會。1922年9月23日，費聲遠在24歲時領執事職。同年12月23日，他在巴黎外方傳教會總部由該會會長光若翰總主教晋铎，並在1926年被派遣前往中国东北传教。
1949年7月14日，聖座從奉天總教區劃出遼寧省中部分設營口教區，且時獲時任教宗庇護十二世任命51歲的費聲遠為首任營口教區正權主教。
1949年10月1日，中國共產黨在中國大陸地區建立中華人民共和國，並開始針對天主教進行宗教迫害及打壓，教會已經無法正常功能。同年10月16日，費聲遠在瀋陽由吉林教區主教高德惠主禮，四平街教區主教石俊聲襄禮晉牧。但是，費聲遠主教卻未能前往教区赴任。1951年，费声远主教在沈阳被捕，并驱逐出境。
1952年8月7日，聖座在台灣建立聖統制，將東部地區的花蓮縣及台東縣獨立設置花蓮宗座監牧區，並任費聲遠主教兼任花蓮宗座監牧。1963年7月15日，聖座將花蓮宗座監牧區升格為花蓮教區，費聲遠主教留任成為花莲教区宗座署理。
費主教曾出席1962年至1965年間舉行的梵蒂岡第二屆大公會議。1973年7月25日費聲遠主教荣休，並於同年12月14日由賈彥文主教接任成為花蓮教區首任正權主教。1983年1月10日，費聲遠主在台灣花蓮市逝世，享壽86岁。

## 外部連結
- 花蓮教區網站-教區主教